# ان‌جی‌سی ۴۸۴۵
ان‌جی‌سی ۴۸۴۵ (انگلیسی: NGC 4845) نام یک کهکشان در صورت فلکی دوشیزه است.